# Boisseuilh
Boisseuilh é uma comuna francesa na região administrativa da Nova Aquitânia, no departamento Dordonha. Estende-se por uma área de 12,56 km². Em 2010 a comuna tinha 121 habitantes (densidade: 9,6 hab./km²).